# Gadżi Nabijew
Gadżi Kamiłowicz Nabijew (ros. Гаджи Камилович Набиев; ur. 5 czerwca 1995) – rosyjski zapaśnik startujący w stylu wolnym. Brązowy medalista mistrzostw świata w 2019. Mistrz świata U-23 w 2017 i drugi w 2018. Mistrz świata juniorów w 2015 roku.
Mistrz Rosji w 2019; drugi w 2017; trzeci w 2018 i 2020 roku.